# Pleurospermum simplex
Pleurospermum simplex är en flockblommig växtart som först beskrevs av Franz Josef Ivanovich Ruprecht, och fick sitt nu gällande namn av George Bentham, Joseph Dalton Hooker och Carl Georg Oscar Drude. Pleurospermum simplex ingår i släktet piplokor, och familjen flockblommiga växter. Inga underarter finns listade i Catalogue of Life.